# Taj Gray
Taj Gray, né le 14 mars 1984 à Wichita (États-Unis), est un joueur de basket-ball professionnel américain. Il mesure 2,02 m.

## High School
- ???? - ???? :  Wichita East HS

## Collège
- ???? - 2004 :  Redlands CC

## Université
- 2004 - 2006 :  University of Oklahoma (NCAA)

## Clubs
- été 2006 :  Oklahoma Storm (USBL)
- 2006 - 2007 :  Cholet (Pro A)
- 2007 - 2008 :  Paris Levallois (Pro A)
- 2008 - 2009 :  Chorale Roanne (Pro A)
- fin 2009 - 2010 :  Chalon-sur-Saône (Pro A)
- 2010 - 2011 :  CB Murcie
- 2012 - :  Elitzur Ashkelon

## Équipe nationale
Membre de l'équipe nationale des États-Unis de - 21 ans. Participation au championnat du monde des - 21 ans.